# Alison Williamson
Pour les articles homonymes, voir Williamson.
Alison Jane Williamson (née le 3 novembre 1971 à Melton Mowbray) est une archère britannique.

## Biographie
Alison Williamson a disputé à cinq reprises les Jeux olympiques (de 1992 à 2008). Elle remporte la médaille de bronze individuelle aux Jeux olympiques d'été de 2004 à Athènes. Les Jeux olympiques d'été de 2008 à Pékin sont synonymes de contre-performance pour Williamson, qui est éliminée par la Géorgienne Khatuna Lorig au tournoi individuel et qui perd avec l'équipe britannique le match pour la troisième place face à la France.